# Danny Kingston
Danny Kingston (Hillingdon, 12 de febrero de 1973) es un deportista británico que compitió en judo. Ganó dos medallas en el Campeonato Europeo de Judo en los años 1996 y 1997.
Participó en los Juegos Olímpicos de Atlanta 1996, donde finalizó vigésimo primero en la categoría de –71 kg.

## Palmarés internacional
| Campeonato Europeo | Campeonato Europeo     | Campeonato Europeo | Campeonato Europeo |
| Año                | Lugar                  | Medalla            | Categoría          |
| ------------------ | ---------------------- | ------------------ | ------------------ |
| 1996               | La Haya (Países Bajos) | Medalla de oro     | –71 kg             |
| 1997               | Ostende (Bélgica)      | Medalla de bronce  | –71 kg             |